# Noailles (Oise)

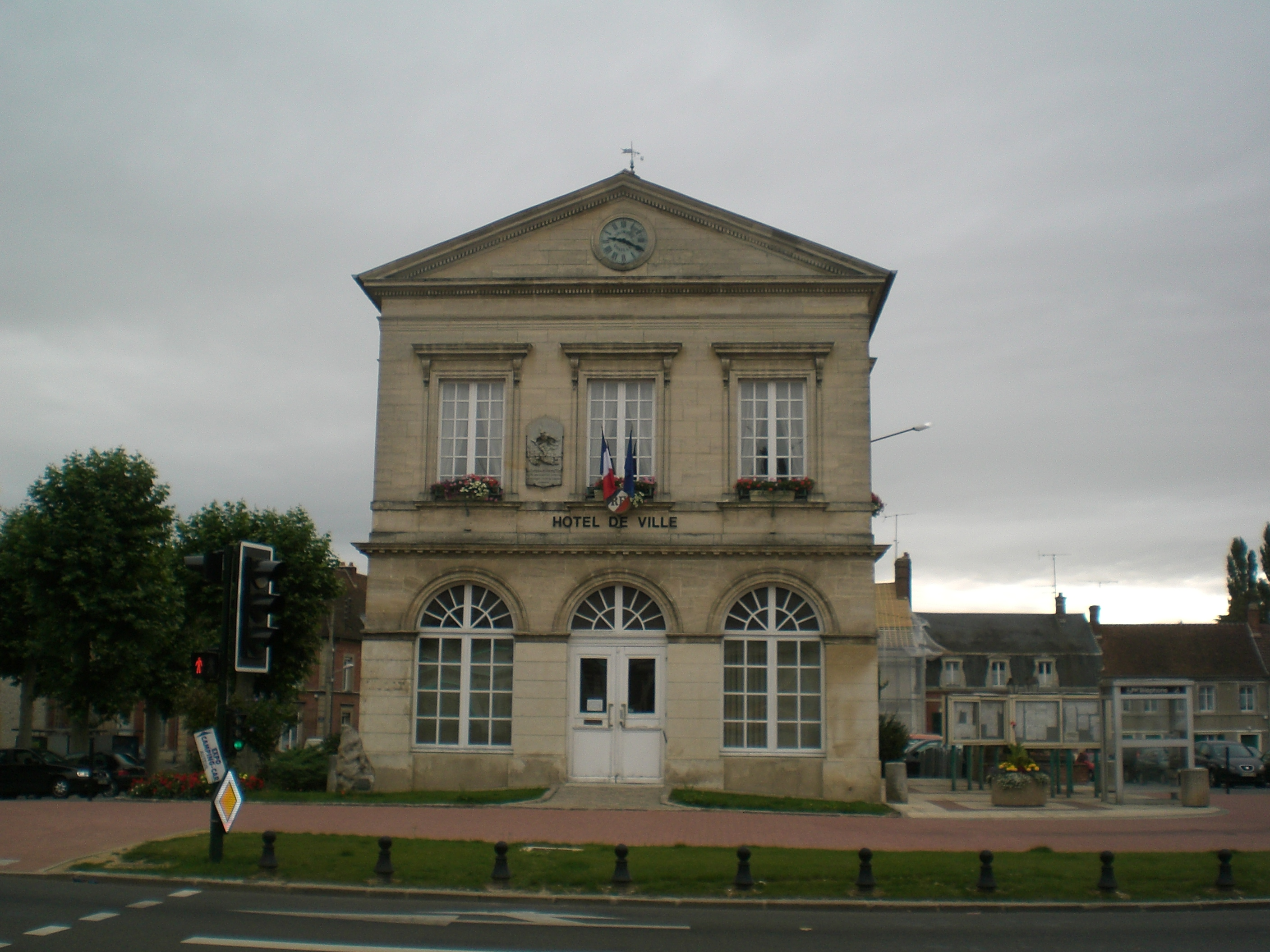
Merostwo w Noailles

Noailles – miejscowość i gmina we Francji, w regionie Hauts-de-France, w departamencie Oise.
Według danych na rok 1990 gminę zamieszkiwało 2415 osób, a gęstość zaludnienia wynosiła 241 osób/km² (wśród 2293 gmin Pikardii Noailles plasuje się na 107. miejscu pod względem liczby ludności, natomiast pod względem powierzchni na miejscu 452.).